# Astryldowate
Astryldowate (Estrildidae) – rodzina ptaków z rzędu wróblowych (Passeriformes), obejmująca sto kilkadziesiąt gatunków, występujących w tropikach Starego Świata oraz Australazji.
Są to małe ptaki, posiadające krótkie i mocne dzioby przystosowane do miażdżenia ziaren. Większość gatunków wykazuje podobne zachowanie oraz podobną budowę ciała, różnią się natomiast znacznie pod względem ubarwienia.
Wszystkie astryldy budują duże, zamknięte gniazda, w których składają 5–10 jaj. Niektóre z gatunków są gospodarzami dla wyspecjalizowanych w tej grupie ptaków pasożytów lęgowych – wdówek.
Niektóre gatunki astryldów są chętnie trzymane w niewoli jako ptaki ozdobne – do najpopularniejszych należy zeberka.

## Systematyka
Do rodziny zaliczane są następujące podrodziny:
- Estrildinae Bonaparte, 1850 – astryldy
- Lonchurinae Steiner, 1960 (1847) – mniszki